# FC Hradec Králové

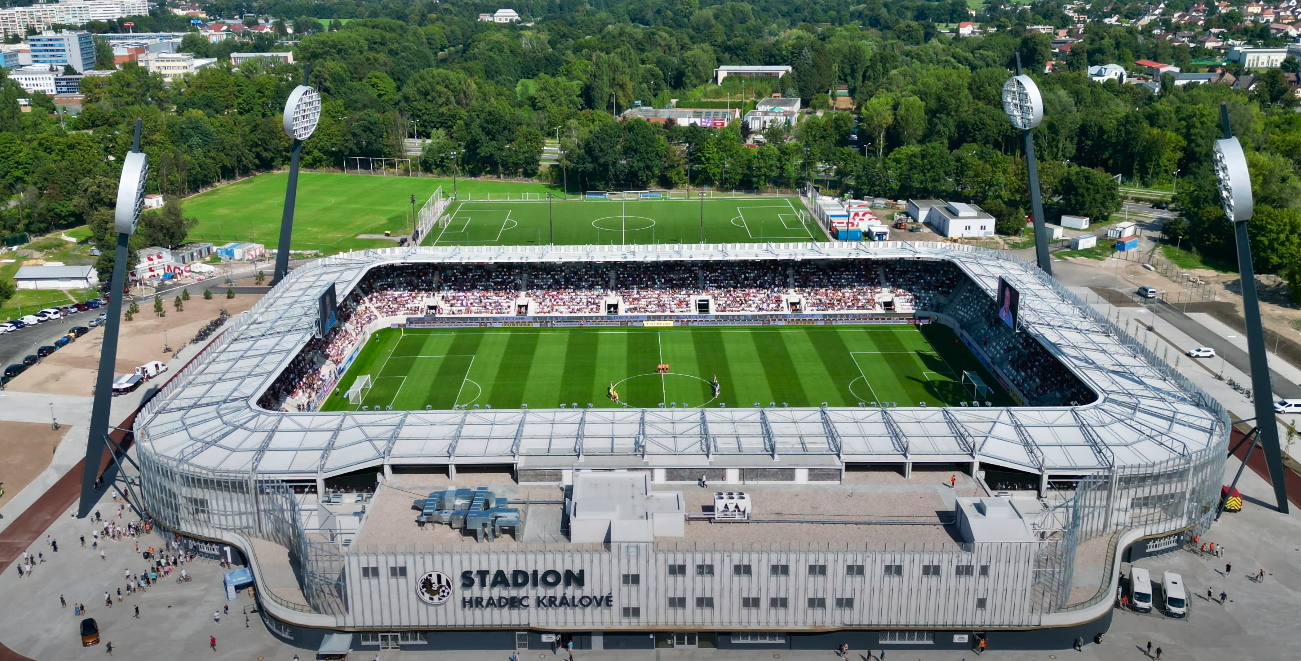
Nowy stadion w Hradcu Králové

FC Hradec Králové – czeski klub piłkarski mający swoją siedzibę w Hradcu Králové, w Czechach. Aktualnie uczestniczy w rozgrywkach czeskiej Fortuna:Ligi. Obecnie grają na nowym stadionie Malšovická aréna.

## Sukcesy
- 1960 - Mistrz Czechsłowacji
- 1995 - Zdobywca pucharu ČMFS

## Europejskie puchary
Legenda do wszystkich tabel:
- Q – runda eliminacyjna, 1/16, 1/8, 1/4, 1/2 – odpowiednia faza rozgrywek, Grupa – runda grupowa, 1r gr – pierwsza runda grupowa, 2r gr – druga runda grupowa, F – finał, R – runda, PO – play-off
- k. – rzuty karne, los. – losowanie, Dogr. – dogrywka, w. – zasada bramek strzelonych na wyjeździe

| Sezon   | Rozgrywki                 | Runda | Klub             | Dom      | Wyjazd   | Ogólnie     |
| ------- | ------------------------- | ----- | ---------------- | -------- | -------- | ----------- |
| 1960/61 | Puchar Europy             | Q     | Steaua Bukareszt | walkower | walkower | walkower    |
| 1960/61 | Puchar Europy             | 1/8   | Panathinaikos AO | 1–0      | 0–0      | 1–0         |
| 1960/61 | Puchar Europy             | 1/4   | FC Barcelona     | 1–1      | 0–4      | 1–5         |
| 1995/96 | Puchar Zdobywców Pucharów | Q     | FC Vaduz         | 9–1      | 5–0      | 14–1        |
| 1995/96 | Puchar Zdobywców Pucharów | 1/8   | FC København     | 5–0      | 2–2      | 7–2         |
| 1995/96 | Puchar Zdobywców Pucharów | 1/4   | Dinamo Moskwa    | 1–0      | 0–1      | 1–1, k: 1–3 |
| 1998    | Puchar Intertoto          | 1R    | CS Hobscheid     | 2–1      | 0–0      | 2–1         |
| 1998    | Puchar Intertoto          | 2R    | Debreceni VSC    | 1–1      | 0–0      | 1–1, w.     |
| 1999    | Puchar Intertoto          | 1R    | FC Homel         | 1–0      | 0–1      | 1–1, k: 1–3 |

## Historia

### Chronologia nazw
- 1905: SK Hradec Kralové
- 1948: Sokol Hradec Kralové
- 1949: Sokol Skoda
- 1953: DSO Spartak Hradec Kralové
- 1976: TJ Spartak ZVU Hradec
- 1989: RH Spartak ZVU Hradec Kralové
- 1990: SKP Spartak Hradec Kralové
- 1992: SKP Fomei Hradec Kralové
- 1994: SK Hradec Kralové
- 2005: FC Hradec Kralové

## Skład na sezon 2024/2025
| Nr | Poz. | Piłkarz           |
| -- | ---- | ----------------- |
| 1  | BR   | Patrik Vízek      |
| 4  | OB   | Tomáš Petrášek    |
| 5  | OB   | Filip Čihák       |
| 6  | PO   | Václav Pilař      |
| 8  | OB   | David Heidenreich |
| 9  | PO   | Lukáš Čmelík      |
| 10 | NA   | David Jurčenko    |
| 11 | PO   | Samuel Dancák     |
| 12 | BR   | Adam Zadražil     |
| 13 | OB   | Karel Spáčil      |
| 14 | OB   | Jakub Klíma       |
| 17 | NA   | Petr Juliš        |
| 18 | PO   | Daniel Samek      |

| Nr | Poz. | Piłkarz        |
| -- | ---- | -------------- |
| 19 | PO   | Tom Slončík    |
| 20 | BR   | Matyáš Vágner  |
| 21 | OB   | Štěpán Harazim |
| 22 | OB   | Petr Kodeš     |
| 24 | OB   | Martin Hlaváč  |
| 25 | OB   | František Čech |
| 26 | PO   | Daniel Horák   |
| 27 | NA   | Ondřej Šašinka |
| 28 | PO   | Jakub Kučera   |
| 37 | PO   | Ondřej Mihálik |
| 38 | NA   | Adam Griger    |
| 58 | PO   | Adam Vlkanova  |